# 塚原巧巳
塚原 巧巳（つかはら たくみ、1994年3月18日 - ）は、日本のラグビー選手。

## プロフィール
- 栃木県下野市出身。
- ポジションはプロップ(PR)。
- 身長 182cm、体重 130kg。
- ニックネームはたく。
- U20日本代表に選ばれたことがある[1]。

## 来歴
小学校から柔道を初めて、ラグビーは高校2年生から始めた。
2012年、國學院栃木高校卒業後、明治大学に入る。なお國學院栃木高校時代には高校日本代表候補に選ばれたことがある。
2017年、明治大学卒業後、神戸製鋼コベルコスティーラーズに加入。同年10月7日に行われたジャパンラグビートップリーグ第5節の日野レッドドルフィンズ戦に途中出場で公式戦初出場を果たす。
2020年、神戸製鋼コベルコスティーラーズを退団した。
2022年、宇都宮VOLT'Sに入団した。